# Орлов Сергій Сергійович
Орлов Сергій Сергійович — російський комік. Резидент Stand-Up Club#1.

## Біографія
Сергій Орлов народився 23 червня 1993 року селищі Депутатський (Якутія). Селище було засноване для розробки олова. У 1993 і 2001 роках там сталися дві аварії на електростанції, у квартири припинилася подача світла, електроенергії та опалення на три місяці при температурі на вулиці в -40 градусів за Цельсієм. У ті роки багато хто виїхав з селища.
Батько помер у віці 22 років через передозування наркотиками, коли Сергію було 3 роки. Мати пізніше одружилася з чоловіком, що був зі школи закоханий у неї. Незабаром у Сергія з'явилася молодша сестра.
Закінчивши школу, Орлов вирішив переїхати до Якутська. У Якутську він змінив кілька робіт, а зрештою заснував «Північний Stand Up клуб».
У 2018 році Орлов переїхав до Москви, що послужило великим поштовхом для розвитку його кар'єри. В цьому ж році Сергій виступив на сцені фестивалю «Панчлайн». Там став переможцем в номінації «Кращий сольний концерт». Після успіху на «Панчлайн» його взяли в Stand Up Club # 1.
Комік відомий за різними YouTube-програмами, серед яких «Розгони», «Шоу історій», «Жіночий погляд», Стендап від Paramount Comedy та інші. На телебаченні Орлов жартував в програмі «Вечірній Ургант».

## Особисте життя
Одружений. Дружина — Анастасія.